# Melita Norwood
Melita Norwood (ur. 25 marca 1912 w Anglii, zm. 2 czerwca 2005) – brytyjska sekretarka, agentka sowieckiego wywiadu.

## Życiorys
Urodzona 25 marca 1912 roku w południowej Anglii córka łotewskiego introligatora i wydawcy Peterisa Zirnisa i Gertrude Stedman. Ojciec Norwood miał zdecydowanie prosowieckie poglądy, w swoim wydawnictwie publikował tłumaczenia dzieł Lenina i Trockiego i wydawał tygodniki „The Southern Worker” oraz „Labour and Socialist Journal”, a matka należała do lewicowej Co-operative Party. Jej ojciec zmarł, gdy miała sześć lat, a cztery lata później wraz z matką przeniosła się do Thornhill koło Southampton, gdzie zamieszkała z ciotką, jedną z pierwszych aktywistek związkowych. Ukończyła Itchen Secondary School, a następnie podjęła studia z logiki i łaciny na Uniwersytecie w Southampton, ale porzuciła je po roku i przeniosła się do Londynu. Początkowo pracowała w piekarni. Od 1932 roku pracowała jako sekretarka w należącym do sektora przemysłu obronnego British Non-Ferrous Metals Research Association i po kilku latach awansowała na stanowisko sekretarki szefa tej instytucji.
Zaraz po przeprowadzce do Londynu związała się z Independent Labour Party. Od 1935 roku żona pochodzącego z Rosji komunizującego nauczyciela Hilarego Nussbauma, z którym miała córkę Anitę. Już po ślubie para zmieniła nazwisko na Norwood. Po rozpadzie ILP w 1936 roku wraz z częścią jej działaczy należała do Komunistycznej Partii Wielkiej Brytanii, w której poznała Andrew Rothsteina. Z jego rekomendacji została w 1937 roku zwerbowana przez agentów sowieckiego wywiadu. Ponieważ pracowała w instytucji powiązanej z brytyjskim programem jądrowym, miała dostęp do niektórych dokumentów tego programu, a dodatkowo jej szef był członkiem jego komitetu doradczego. Nie mając wiedzy w zakresie fizyki jądrowej, Norwood jedynie fotografowała pozyskiwane dokumenty i przekazywała te fotografie łącznikom. Jej działalność pozwoliła ZSRS przyśpieszyć o dwa lata ukończenie prac nad bronią atomową. Agentka wywiadu MI5 Mona Maund zidentyfikowała Norwood jako możliwego szpiega, jednak jej raport odrzucił Jasper Harker, który nie uwierzył, że kobiety mogą być dobrymi szpiegami.
W 1943 roku Norwood urodziła córkę i przez 3 lata zajmowała się dzieckiem, a po powrocie z urlopu wychowawczego do przejścia na emeryturę w 1972 roku pracowała ponownie w British Non-Ferrous Metals Research Association, przekazując dostępne jej dokumenty. Tym samym Norwood była jedną z najbardziej wartościowych agentek KGB. W 1945 roku została pozytywnie zweryfikowana przez kontrwywiad i uzyskała certyfikat dostępu do tajemnic państwowych, jednak ograniczono jej dostęp do tajnych danych w 1949 roku, a dwa lata później całkiem odebrano z powodu oficjalnej i nieukrywanej przynależności do Komunistycznej Partii Wielkiej Brytanii. Pomimo tego Norwood nadal przekazywała tajne dokumenty sowietom, chociaż w 1965 roku kontrwywiad zaczął podejrzewać ją o działalność szpiegowską dzięki odszyfrowaniu sowieckiej korespondencji. Tym razem nie została jednak aresztowana z powodu obaw o wpływ tego aresztowania na inne śledztwa. Aż do końca swojej kariery Norwood nie została zdemaskowana. W 1979 roku wraz z mężem odwiedziła Moskwę, gdzie za swoją działalność została odznaczona Orderem Czerwonego Sztandaru, choć odmówiła przyjęcia nagrody pieniężnej. Dopiero w 1992 roku brytyjski wywiad MI6 zwerbował i sprowadził do kraju archiwistę KGB Wasilija Mitrochina, który przywiózł ze sobą archiwum 25 000 zmikrofilmowanych dokumentów KGB, wśród nich raporty Norwood.
Kontrwywiad MI5 zdecydował nie prowadzić dochodzenia przeciwko Norwood, obawiając się posądzeń o prześladowanie starszej osoby. Siedem lat później ukazała się książka historyka Christophera Andrew i Wasilija Mitrochina Archiwum Mitrochina, w której m.in. szczegółowo opisano działalność Norwood. Po tym zdarzeniu poddano ją serii przesłuchań, jednakże pomimo nacisków mediów nie została osądzona za szpiegostwo i zmarła 2 czerwca 2005 roku na wolności. Krótko po przesłuchaniach zorganizowała konferencję prasową przed swoim domem, w trakcie której broniła swojej działalności.
W 2019 roku miał premierę poświęcony Norwood brytyjski film z Judi Dench w roli tytułowej Tajemnice Joan (Red Joan), stworzony na podstawie książki Jennie Rooney.